# Raïon de Samar
Le raïon de Novomoskovsk (en ukrainien : Новомосковський район) est un raïon (district) dans l'oblast de Dnipropetrovsk en Ukraine.
Avec le réforme administrative de 2020, le raïon a absorbé ceux de Mahdalynivka et Yurivka, la ville de Novomoskovsk est son centre administratif.

## Lieux d'intérêt
La cathédrale de la Trinité de Novomoskovsk, le monastère de Nicolas au désert de Samar.

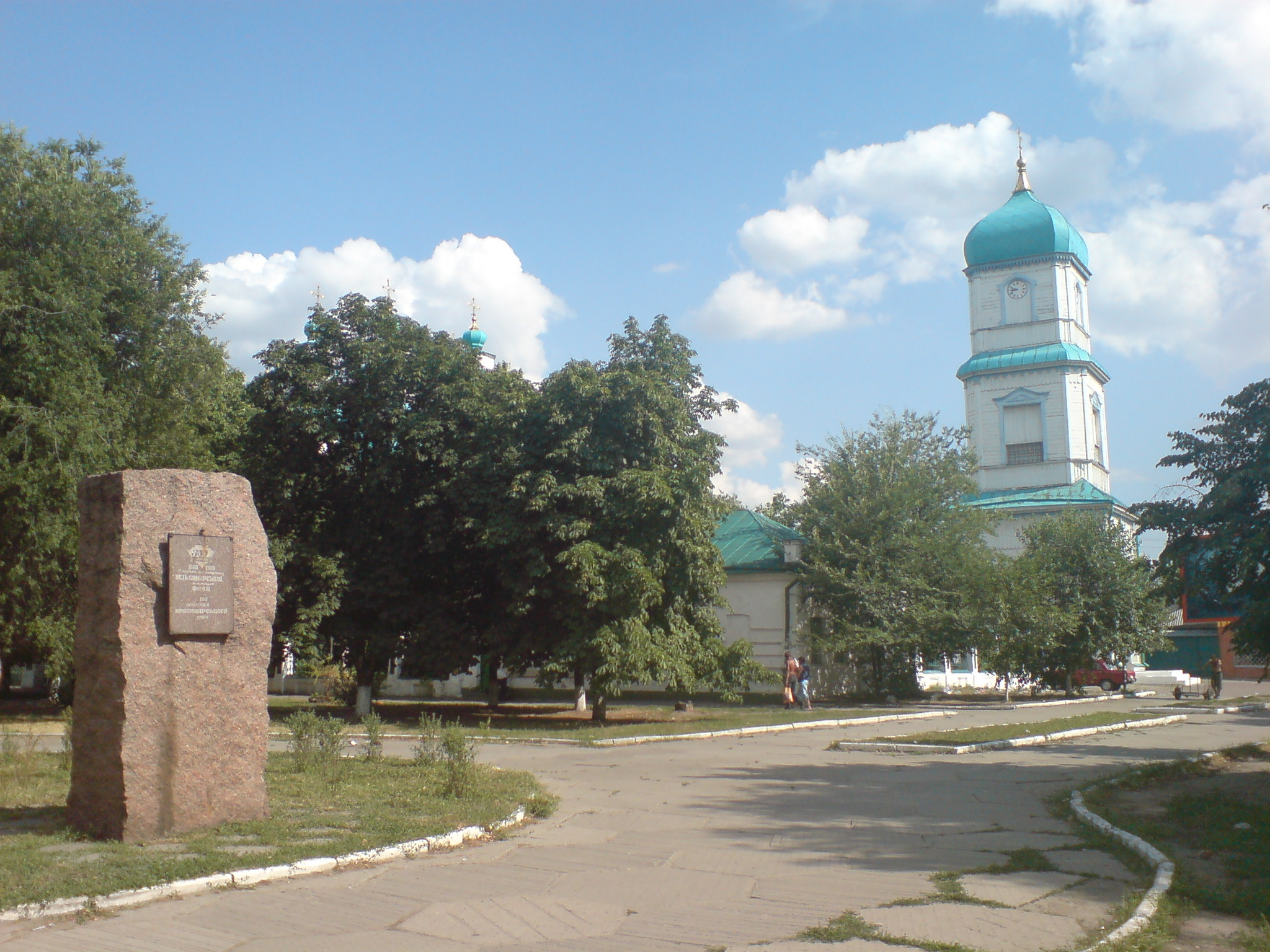
Monument aux trois cents ans de la fondation de Novomoskovsk, classé[1] et le clocher de la cathédrale,
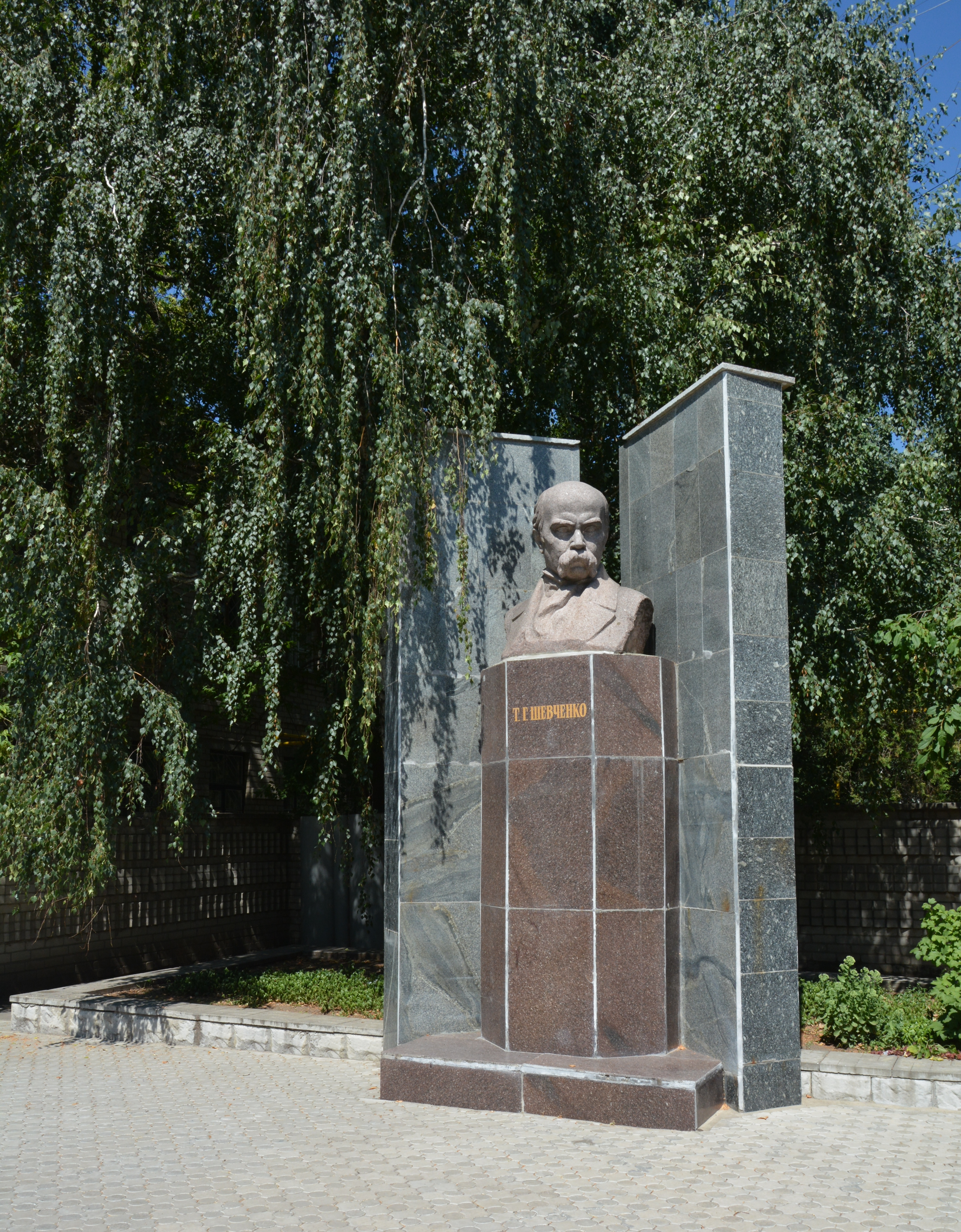
buste de Taras Chevtchenko, classé[2],
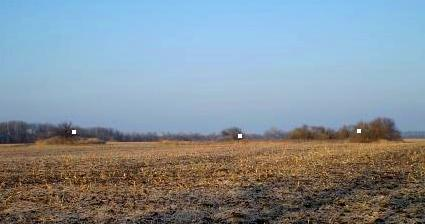
groupe de kourgans, classés[3],
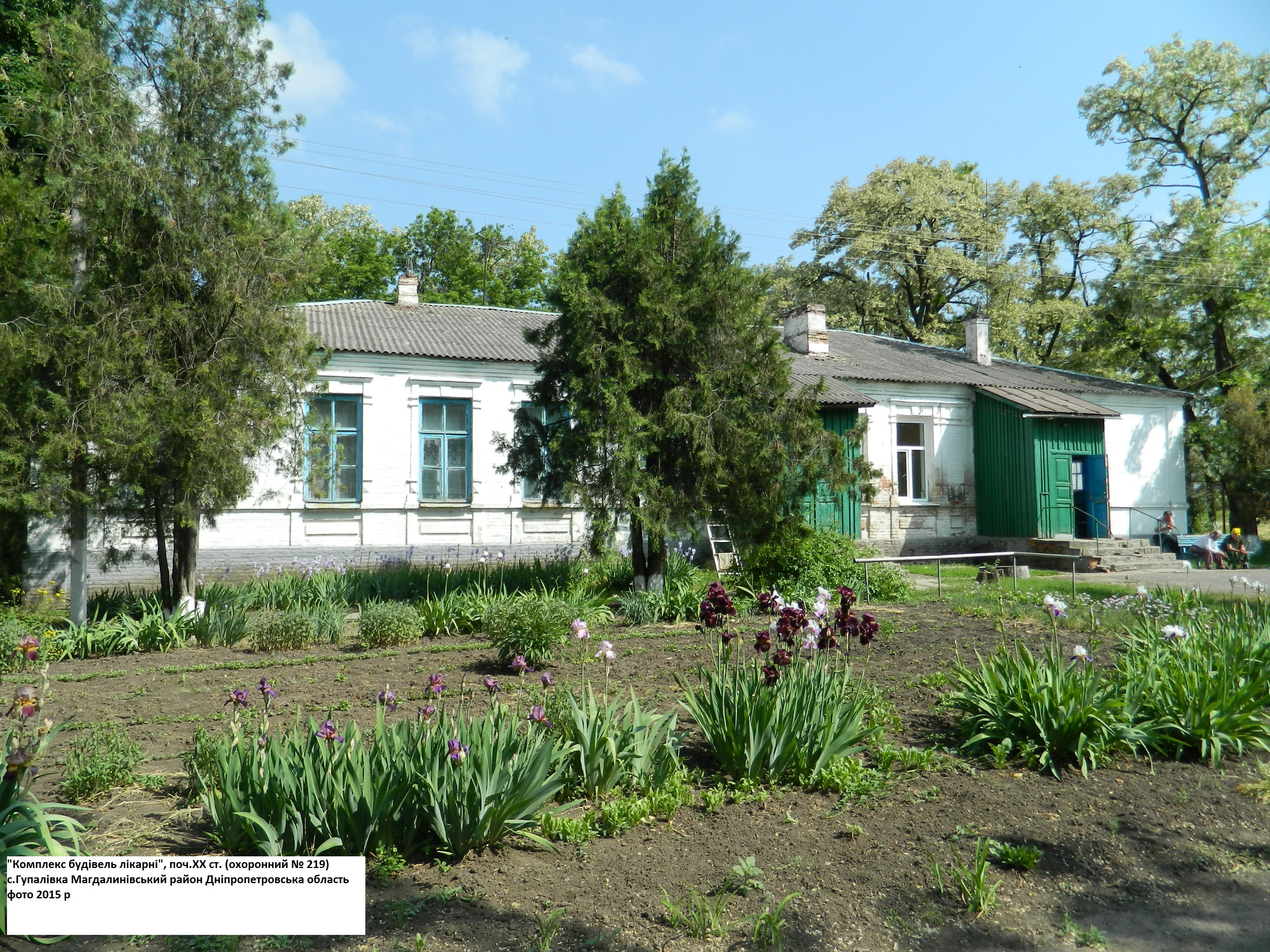
hôpital de Houpalivka, classée[4],
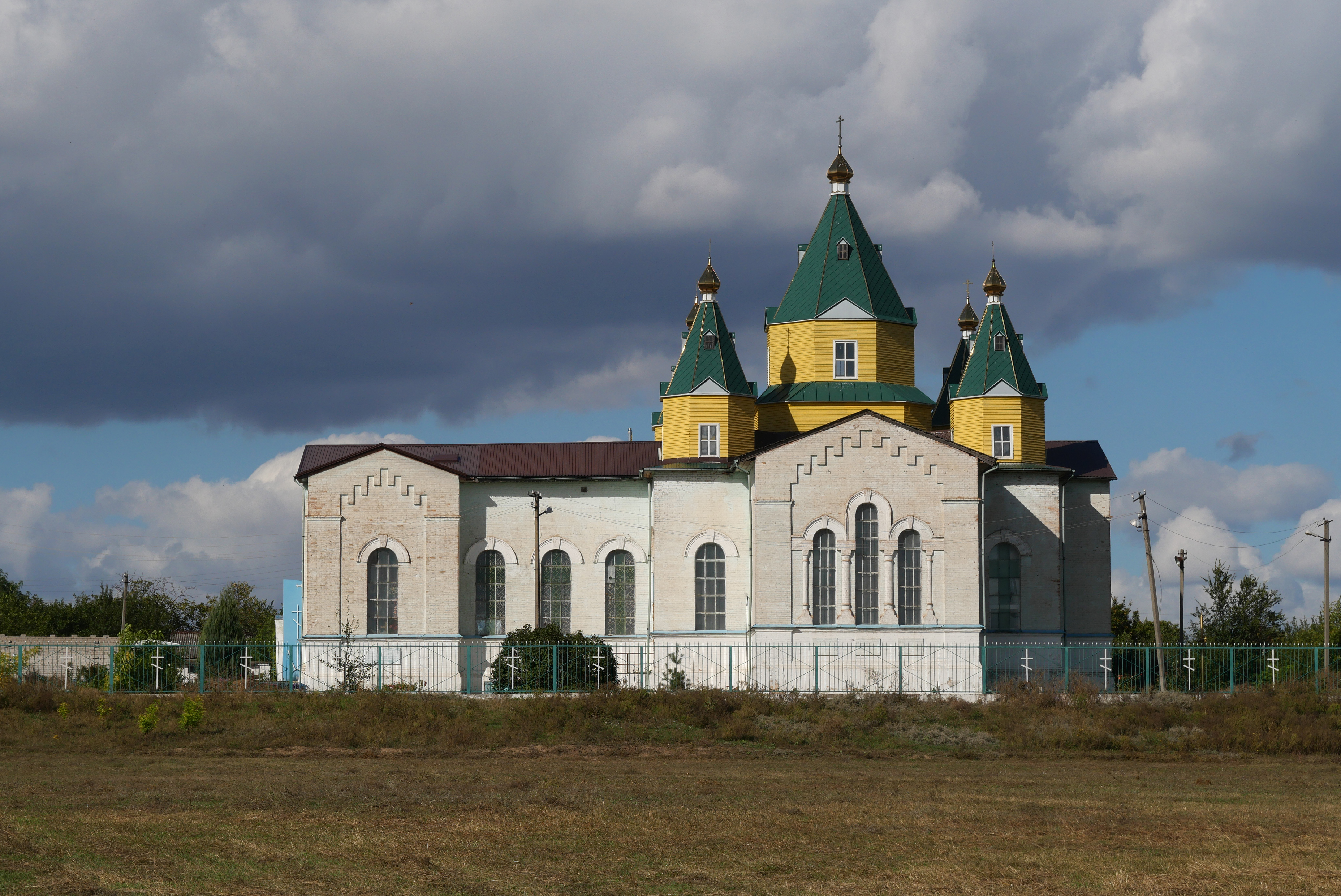
église de l'Esprit Saint à Vilne classée[5],
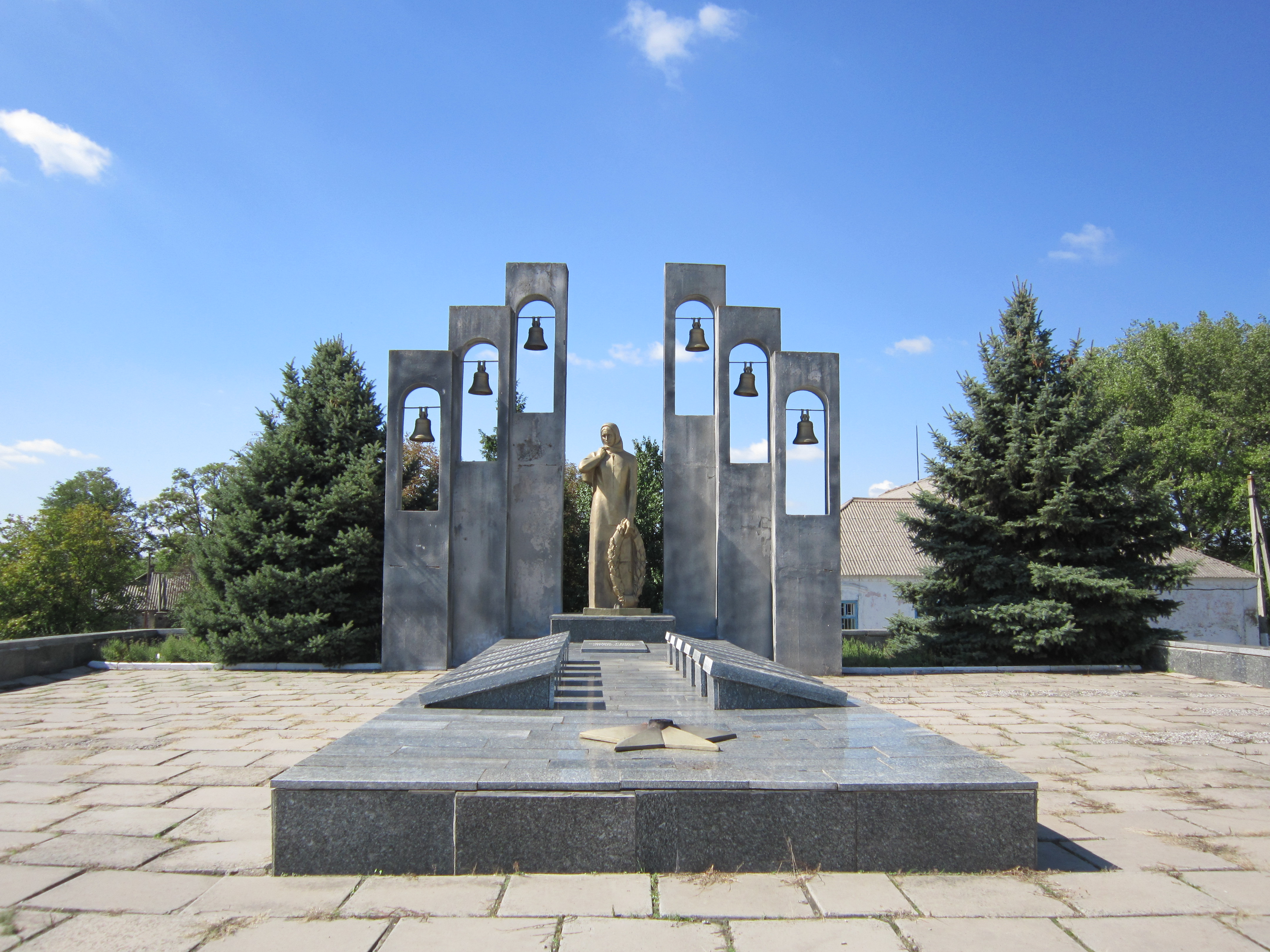
monument aux morts à Magdalinivka classé[6],
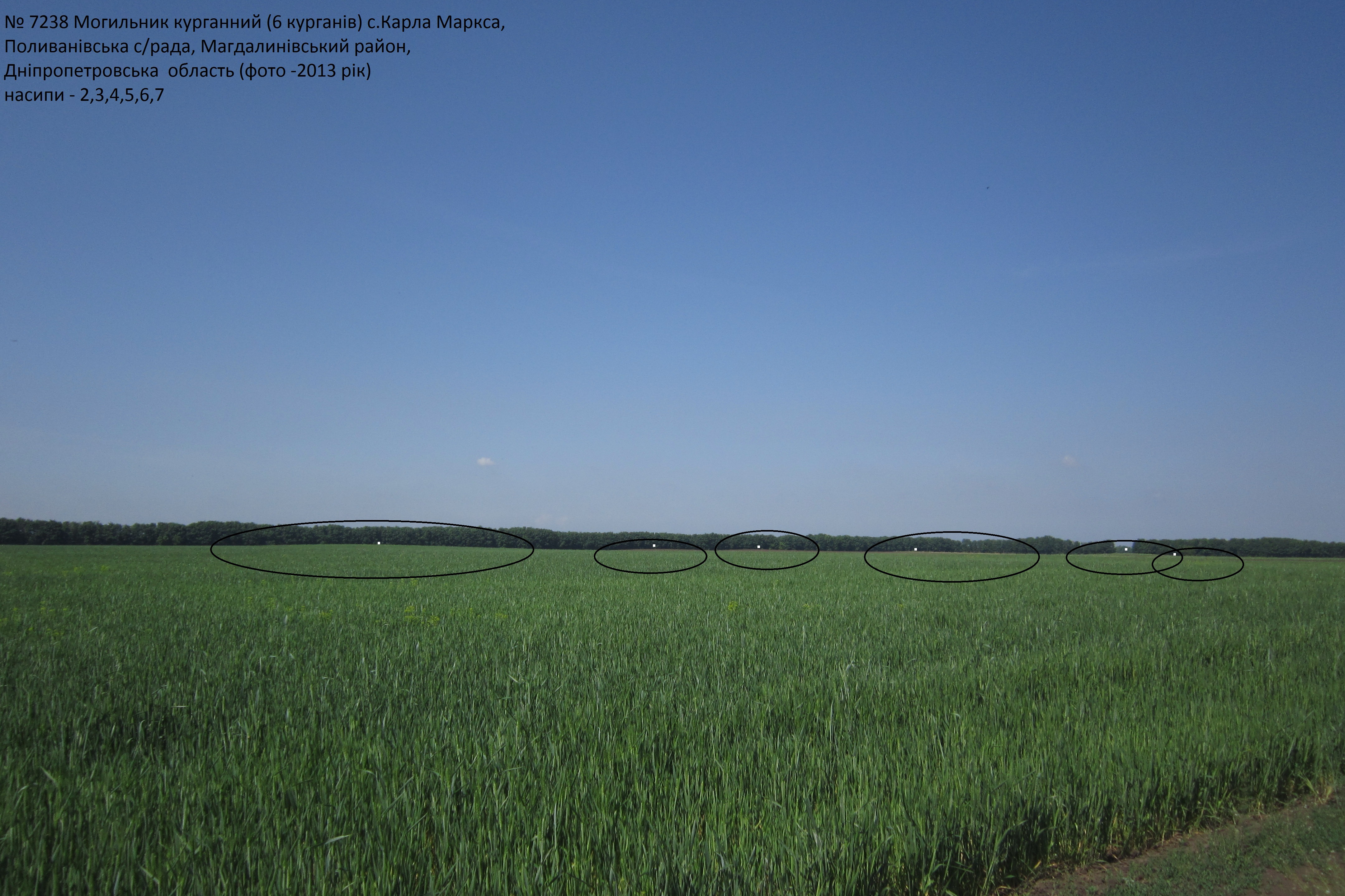
groupe de six kourgans, classés[7] à Kalinivka.

## Articles liés
- Liste des raïons d'Ukraine.